# Menard County (Texas)
Menard County je okres ve státě Texas v USA. K roku 2010 zde žilo 2 242 obyvatel. Správním městem okresu je Menard. Celková rozloha okresu činí 2 336 km².